# Lorignac
Lorignac ist eine französische Gemeinde mit 511 Einwohnern (Stand: 1. Januar 2022) im Département Charente-Maritime in der Region Nouvelle-Aquitaine (vor 2016 Poitou-Charentes); sie gehört zum Arrondissement Jonzac und zum Kanton Pons. Die Einwohner werden Lorignacais genannt.

## Geographie
Lorignac liegt etwa 34 Kilometer südsüdwestlich von Saintes. Umgeben wird Lorignac von den Nachbargemeinden Saint-Fort-sur-Gironde im Westen und Norden, Champagnolles im Norden und Nordosten, Bois im Nordosten und Osten, Saint-Ciers-du-Taillon im Südosten und Süden sowie Saint-Dizant-du-Gua im Süden und Südwesten.

## Bevölkerungsentwicklung
| Jahr                       | 1962 | 1968 | 1975 | 1982 | 1990 | 1999 | 2006 | 2019 |
| Einwohner                  | 749  | 718  | 640  | 584  | 534  | 447  | 451  | 505  |
| Quellen: Cassini und INSEE |      |      |      |      |      |      |      |      |

## Sehenswürdigkeiten
- Kirche Saint-Pierre aus dem 12. Jahrhundert, Monument historique seit 1925
- Burg Bardine

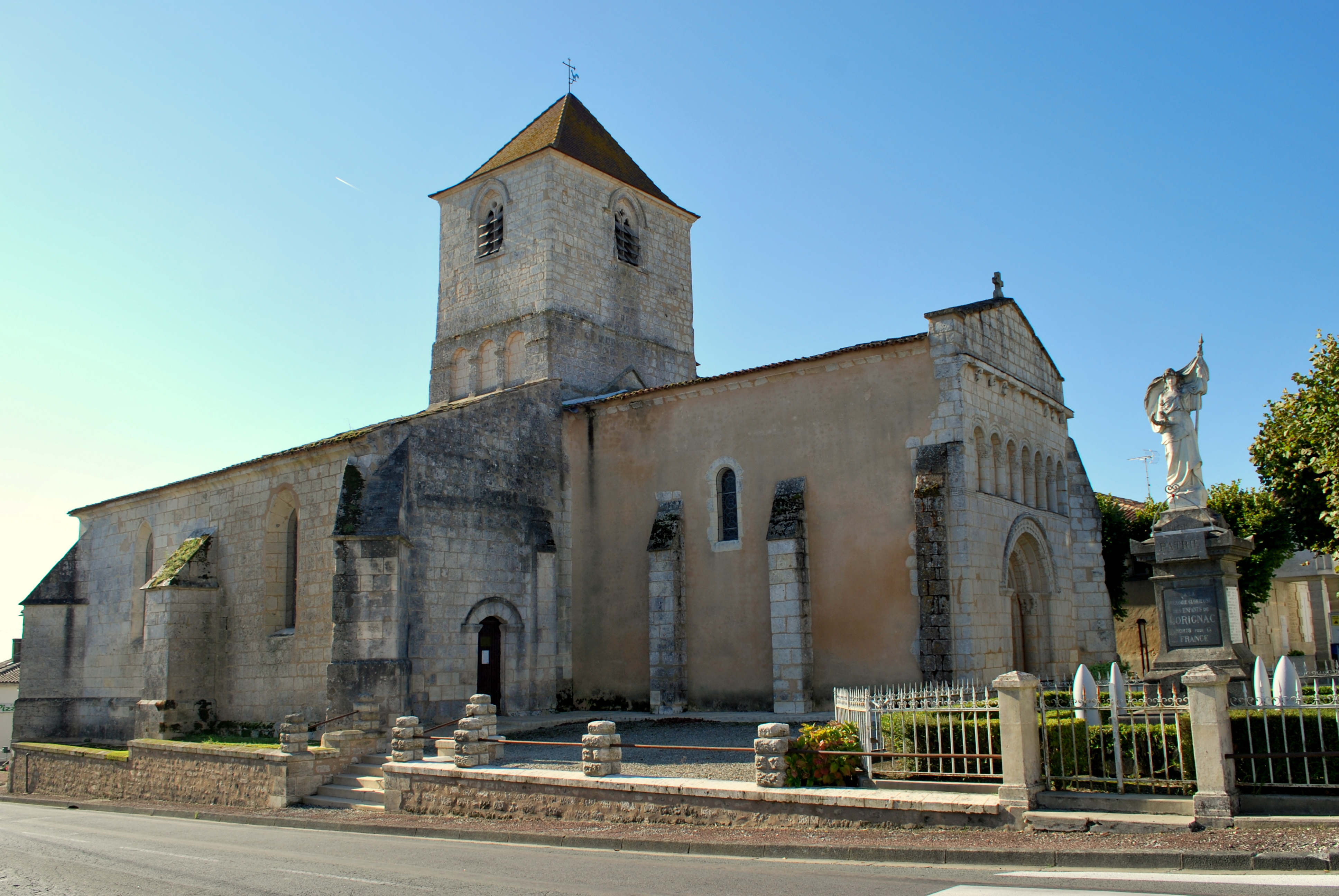
Kirche Saint-Pierre
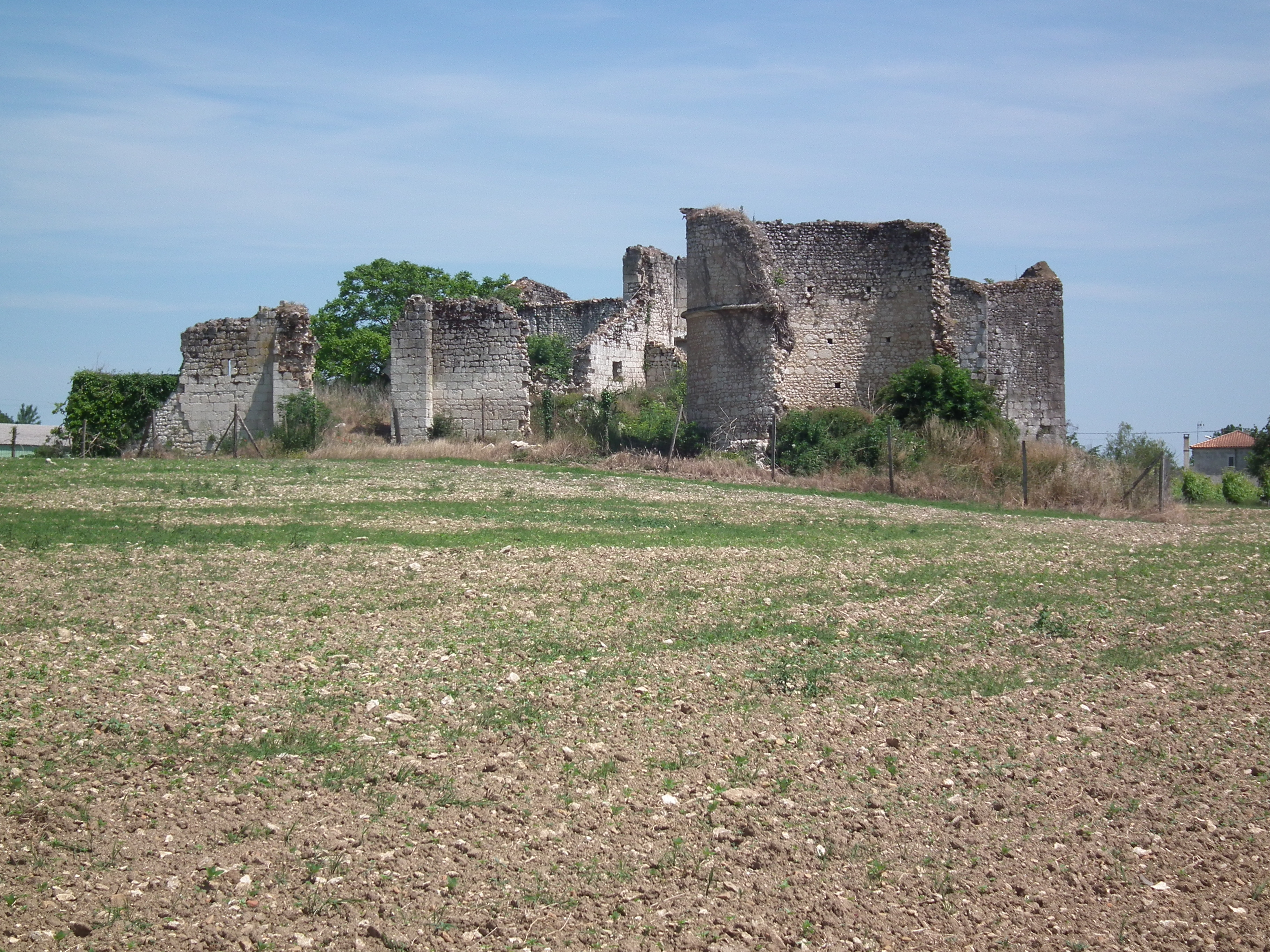
Burg Bardine